# Vallelunga Pratameno
Vallelunga Pratameno is een gemeente in de Italiaanse provincie Caltanissetta (regio Sicilië) en telt 3779 inwoners (31-12-2004). De oppervlakte bedraagt 39,2 km², de bevolkingsdichtheid is 96 inwoners per km².

## Demografie
Vallelunga Pratameno telt ongeveer 1485 huishoudens. Het aantal inwoners daalde in de periode 1991-2001 met 12,6% volgens cijfers uit de tienjaarlijkse volkstellingen van ISTAT.
| Jaar | Inwoneraantal |
| ---- | ------------- |
| 1991 | 4397          |
| 2001 | 3845          |

## Geografie
De gemeente ligt op ongeveer 472 m boven zeeniveau.
Vallelunga Pratameno grenst aan de volgende gemeenten: Cammarata (AG), Castronovo di Sicilia (PA), Polizzi Generosa (PA), Sclafani Bagni (PA), Valledolmo (PA), Villalba.